# 단안경

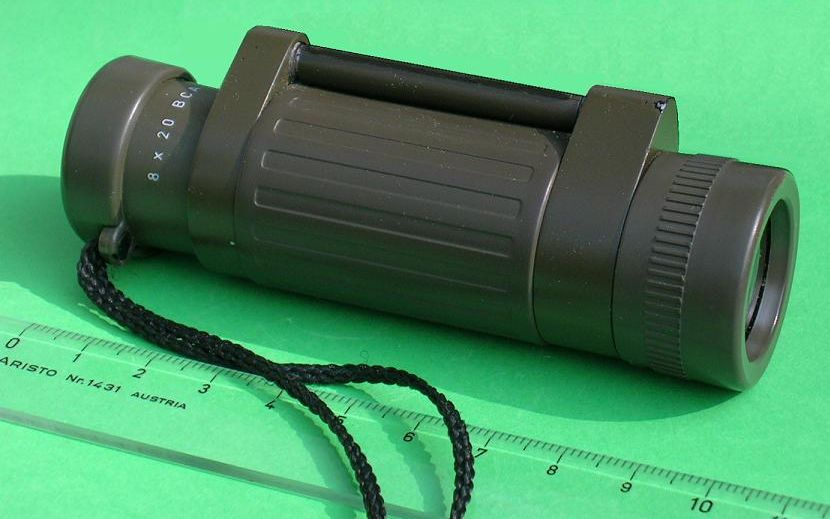
단안경

단안경(單眼鏡, 영어: monocular) 또는 단안망원경은 한손에 들 수 있고 한눈으로 볼 수 있는 구조가 간단한 굴절 망원경이다.
단안경은 대부분의 망원 조준기와 같은 릴레이 렌즈를 사용하는 대신 일반적으로 직립 이미지를 보장하기 위해 광학 프리즘을 사용하여 먼 물체의 이미지를 확대하는 데 사용되는 소형 굴절 망원경이다. 단안경의 부피와 무게는 일반적으로 유사한 광학 특성을 가진 쌍안경의 절반 미만이므로 휴대성이 뛰어나고 가격도 저렴하다. 이는 쌍안경이 본질적으로 각 눈에 하나씩 함께 포장된 한 쌍의 단안경이기 때문이다. 결과적으로 단안경은 2차원 이미지만 생성하는 반면 쌍안경은 두 개의 시차 이미지(각각 한쪽 눈에 대해)를 사용하여 양안 시력을 생성할 수 있으므로 입체시와 깊이 인식이 가능하다.
단안경은 3차원 인식이 필요하지 않거나 소형화 및 가벼운 무게가 중요한 용도(예: 하이킹)에 이상적으로 적합하다. 또한 심각한 시력 변화(예: 사시, 부동시 또는 난시) 또는 한쪽 시각 장애(약시, 백내장 또는 각막 궤양으로 인해)로 인해 쌍안경을 통해 두 눈을 모두 사용하는 데 어려움이 있는 경우에도 단안경이 선호되는 경우가 있다.
시각 장애가 있는 사람은 단안경을 사용하여 정상 시력을 가진 사람이 어려움을 겪지 않는 거리에 있는 물체를 볼 수 있다(예: 칠판이나 프로젝션 스크린의 텍스트 읽기). 더 멀리 있는 물체를 보기 위한 응용 프로그램에는 자연사, 사냥, 해양 및 군대가 포함된다. 소형 단안경은 미술관과 박물관에서도 전시물을 더 자세히 보기 위해 사용된다.
고배율, 밝은 이미지, 멀리 있는 이미지의 우수한 해상도가 필요한 경우 상대적으로 더 큰 장비(예: 망원경)가 선호되며 종종 삼각대에 장착된다. 덜 엄격한 용도에는 더 작은 주머니 크기의 "포켓 스코프"(즉, 일반적인 단안경)를 사용할 수 있다. 이러한 의견은 아래에 수량화되어 있다.
세계 시장에는 매우 다양한 종류의 쌍안경이 있지만, 단안경은 널리 사용되지 않고 최고 품질의 브래킷에 대한 선택이 제한되어 있으며 일부 전통적으로 매우 높은 품질의 광학 제조업체는 단안경을 전혀 제공하지 않는다. 오늘날 대부분의 단안경은 일본, 중국, 러시아 및 독일에서 제조되며, 중국은 대부분의 제품보다 더 다양한 제품을 제공한다. 가격은 £300가 넘는 최고 사양 디자인부터 £10 미만의 "예산" 제품까지 다양하다. (2016년 2월 기준).

## 같이 보기
- 망원경의 역사
- 편안경
- 망원경